# Verklighetens afton
Verklighetens afton är ett musikalbum av John Holm som släpptes våren 1988 på skivbolaget WEA. Albumet spelades in från september 1987 till februari 1988. Mestadelen av låtmaterialet är skrivet och komponerat av Holm själv.

## Låtlista
1. "Verklighetens afton" - 4:46
2. "Amerika" - 5:31
3. "Hon säger - Le mot mig" - 5:38
4. "Saknar henne än" - 4:14
5. "Hur ska jag?" (Lasse Gem Nilsson) - 4:09
6. "Allt du har att ge" - 7:42
7. "Din bäste vän" - 4:18
8. "Tid" (Tom Waits/Ulf Kjell Gür) - 5:25

## Medverkande
- John Holm
- Ricky Johansson - bas
- Per Andersson - Trummor & körsång
- Staffan Astner - gitarr
- Arne Arvidson - gitarr & körsång
- Lasse Englund - gitarr & körsång
- Leif Larson - Programmering, keyboards & körsång
- Marie Fredriksson - sång & körsång
- Marie Bergman - körsång
- Mia Lindgren - körsång
- Ki Rydberg - körsång
- Elisabeth Andréasson - körsång
- Caj Högberg - körsång
- Leif Ingdal - körsång
- Margareta Andersson - körsång

## Övrig credit
- Anders Burman - exekutiv producent
- Leif Larson - producent
- Leif Allansson, John Holm & Leif Larson - mixning
- Leif Larson, John Holm & Leif Allansson - arrangemang